# Lepidodexia cochliomyia
Lepidodexia cochliomyia är en tvåvingeart som först beskrevs av Townsend 1919. Lepidodexia cochliomyia ingår i släktet Lepidodexia och familjen köttflugor.
Artens utbredningsområde är Panama. Inga underarter finns listade i Catalogue of Life.